# Carico di rottura
In fisica e scienza dei materiali il carico di rottura (detto anche forza di rottura o sollecitazione a rottura) è il limite, in termini di forza o sollecitazione esterna applicata, oltre il quale un materiale risulta definitivamente inservibile dal punto di vista della resistenza.

## Descrizione
Applicando una forza o sollecitazione esterna a un materiale, questo subirà una deformazione e un cambiamento dello stato tensionale interno dovuto allo scambio di interazione delle molecole che lo compongono. 
Aumentando progressivamente la forza esterna, le tensioni interne la equilibreranno di volta in volta, ma soltanto fino a un punto limite oltre il quale ciò non sarà più possibile: in tale circostanza il materiale si romperà e il valore di intensità della forza esterna applicata in quel momento sarà chiamata appunto carico o forza di rottura.
Possiamo dire dunque che il carico di rottura rappresenta la massima sollecitazione monoassiale che un materiale può sostenere prima di arrivare a rottura.
In fisica questo valore caratteristico viene definito come il rapporto tra la forza F, applicata a una determinata sezione di un materiale, che provoca la rottura del provino e l'area iniziale (ossia prima dell'applicazione del carico) della sezione del provino stesso.
In quanto sollecitazione, il carico di rottura viene misurato nel Sistema internazionale di unità di misura (SI) in Pa (1 Pa=1 N/m²) o, più spesso, in MPa (1 MPa=1 N/mm²).

### Carichi di rottura per le varie sollecitazioni
Il carico di rottura, come regola generale, varia a seconda del tipo di sollecitazione a cui è sottoposto il materiale. Tuttavia, nel caso di materiali omogenei ed isotropi, si può considerare indipendente dalle modalità di applicazione del carico.
Per materiali che non soddisfano queste condizioni, invece, il carico di rottura può variare a seconda delle modalità di applicazione dello stesso, per cui vengono effettuate prove diverse, finalizzate a verificare il comportamento del materiale nelle condizioni in cui dovrà effettivamente operare. 
I differenti tipi sono:
- Carico di rottura a trazione
- Carico di rottura a compressione
- Carico di rottura a flessione retta
- Carico di rottura a torsione
- Carico di rottura a sforzo di taglio